# Сё Току
Сё Току (яп. 尚徳, 1441—1469) — последний король государства Рюкю из первой династии Сё (1460—1469). Сын Сё Тайкю. 

## Биография
Он пришел к власти молодым человеком в королевстве, казна которого была истощена. Он участвовал в усилиях по завоеванию островов между Рюкю и Японией. В 1466 году он возглавил вторжение на остров Кикай, которое принесло мало пользы казне Рюкю. Во время своего правления Рюкю начал торговать с Малаккой (1463—1511) и Суматрой (1463—1468). 1464 году император Китая Чэнхуа направил к нему миссию саппо. Сё Току умер молодым человеком, а причина его смерти до сих пор не известна: возможно, его убили противники династии Сё